# Charles-Urbain Bricogne
Pour les articles homonymes, voir Famille Bricogne et Bricogne.
Ne doit pas être confondu avec Charles Bricogne.
Charles-Urbain Bricogne, ou Charles Bricogne, né le 17 mars 1816 à Paris où il est mort le 22 février 1898, est un ingénieur des chemins de fer français, inventeur et dirigeant de revue scientifique.
Ancien élève de l'École centrale de Paris, Bricogne devient un des ingénieurs dirigeant la Compagnie des chemins de fer du Nord. Il y est ingénieur principal du matériel.
Il est notamment l'inventeur d'un nouveau type de frein, le « frein Bricogne à contrepoids » ou « système Bricogne », d'une double suspension, d'un mécanisme pneumatique, d'un masque contre les poussières nocives, d'un système de lubrification, d'un système pour faciliter la diffusion du courrier.
Membre fondateur de la Société des ingénieurs civils de France, il préside l'Association des industriels contre les accidents du travail, et préside aussi la revue scientifique le Génie civil.

## Biographie

Blason de la famille Bricogne.

Né en 1816, Charles-Urbain Bricogne, usuellement appelé Charles Bricogne, est le fils du négociant Alexandre Joseph Bricogne et de Jeanne Elisabeth Rosalie Lebel. Il est le petit-fils d'Athanase-Jean Bricogne (1744-1820), maire du VIe arrondissement de Paris, doyen des maires de Paris sous le Premier Empire.
Le jeune Charles Bricogne a neuf ans lorsque son oncle le financier Athanase-Jean-Baptiste Bricogne (1779-1836) participe à la fondation de la première compagnie de chemin de fer d'Europe continentale, la Compagnie du chemin de fer de Saint-Étienne à la Loire.
Il intègre l'École centrale de Paris et en sort en 1837 avec le diplôme d'ingénieur civil.

### Ingénieur dans des chemins de fer
Charles Bricogne commence par étudier et construire des roues hydrauliques. Il entre dans les chemins de fer en 1842, comme ingénieur du matériel à la Compagnie du chemin de fer Rive gauche qui exploite la ligne de Paris à Versailles rive gauche. Il passe en 1845 à la Compagnie des chemins de fer du Nord, avant même sa fondation officielle ; Jules Petiet le nomme ingénieur, inspecteur principal du matériel,.
Bricogne accompagne la croissance de la Compagnie du Nord, qui n'a comme matériel roulant ni locomotive ni wagon en propre en 1846, en a 3 130 en 1848 et 62 000 en 1898.

### Inventions et innovations
Charles Bricogne est l'inventeur de plusieurs systèmes, et permet de « grandes améliorations dans le service du matériel des chemins de fer ». Il crée notamment des dispositifs de freinage, de stabilité, de confort et de sécurité.

#### Le frein Bricogne
Sa principale invention est un puissant type de frein, inventé vers 1852 ou 1853, breveté en 1855, et auquel son nom reste attaché. Ce frein est basé sur le système Exter de frein à transmission, et amélioré, c'est le « frein Bricogne à contrepoids », ou « système Bricogne ».
Ce frein est réputé pour sa puissance et sa rapidité. La principale innovation technique est l'utilisation du contrepoids, qui permet une pleine efficacité, le frein étant armé en permanence ; dans la locomotive, il est mis à la portée immédiate du mécanicien de locomotive, qui est le premier à voir le danger. Son déclenchement se fait en appuyant sur un appareil à déclic, qui libère le contrepoids agissant sur le levier d'un frein classique à sabot. Perdonnet juge que ce dispositif est efficace et puissant, mais plus cher et plus encombrant que les freins existants,. Par son action immédiate, il évite les multiples tours de manivelle et permet un fort gain de temps.
Le frein Bricogne offre une sécurité qui autorise les grandes vitesses : c'est grâce à ce frein que les machines Crampton de la Compagnie du Nord sont autorisées dès 1853 à rouler à 120 km/h. Sur trois mille freins inventés à l'époque, le frein Bricogne est l'un des six à avoir eu un réel succès. Pour cette invention, à l'occasion de l'Exposition universelle de 1855, Bricogne reçoit la Légion d'honneur, parmi ceux qui se sont « particulièrement distingués dans le grand concours international »,.

#### Autres créations et innovations
Il met en place un mécanisme de double suspension et la rend plus confortable en isolant la caisse du châssis. Il veille aussi de près à l'équilibrage des roues montées sur le même essieu. Il crée un système d'échange de dépêches postales en gare sans que le train soit obligé de s'arrêter. Il participe au développement d'un système de lubrification des essieux, la boîte Pomme de Mirimonde et Bricogne. À l'instigation d'Eugène Rouher, il fait installer dans les wagons un système de signal d'alarme permettant aux voyageurs d'alerter les agents de la compagnie, mais il pense aussi que cet appareil ne pourrait pas servir dans tous les cas. Il invente aussi un mécanisme de sûreté pour les portières des wagons.
Il est également préoccupé par l'hygiène et la sécurité de ses employés. Pour mettre les ouvriers à l'abri de la poussière, il invente et met en place trois équipements : il crée un système pneumatique d'enlèvement des poussières et de la sciure, il invente une machine à battre les tapis, et il fait aussi mettre au point un masque contre les poussières nocives et en généralise l'emploi,. Pour les fils de ses ouvriers, il met en place des ateliers d'apprentis et des cours du soir.

### Autres responsabilités

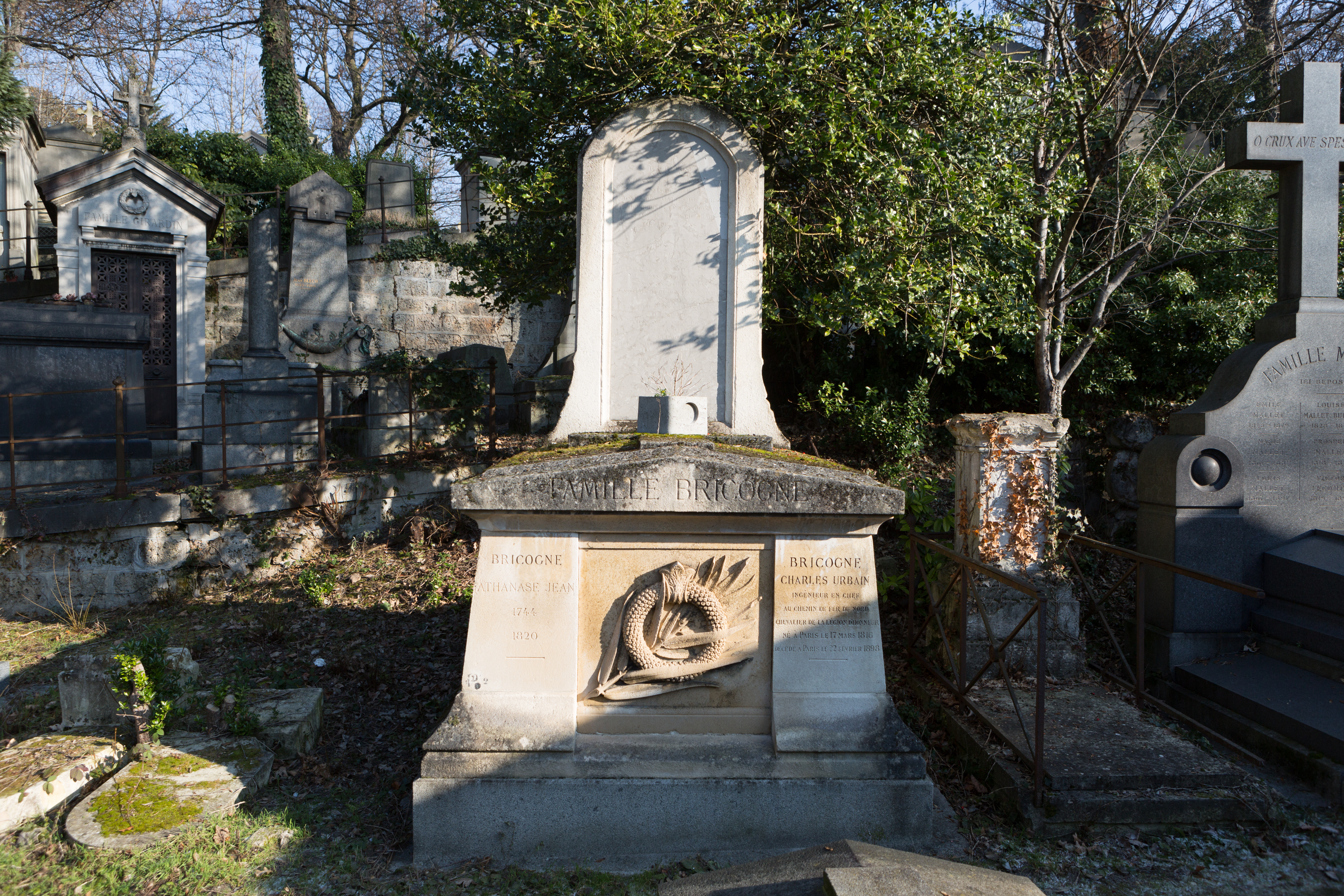
Tombe au cimetière du Père-Lachaise.

Pendant le siège de Paris en 1870, Bricogne est chargé de diriger la construction des carrosseries de guerre, comprenant notamment les affûts, les caissons, les forges nécessaires. Il préside une des commissions du Génie militaire.
Bricogne est par ailleurs un des fondateurs de la Société des ingénieurs civils de France ; il est aussi un des fondateurs, et vice-président puis président de l'Association des industriels contre les accidents du travail,. Il est un des fondateurs et contributeurs de la revue Le Génie civil, il en devient administrateur en 1887, puis vice-président en 1893, et président du conseil d'administration de cette revue en 1896,.
Il est mort en février 1898. Ses obsèques sont célébrées le 22 février en l'église Saint-François-de-Sales à Paris ; il est inhumé au cimetière du Père-Lachaise (26e division),.

### Mariage et postérité
Il épouse à Paris en 1853 Marie Thérèse Caroline Sarchi, fille de l'agent de change Philippe Benoit Sarchi et d'Adèle Victoire Pinta, et petite-fille du philologue et linguiste hébraïque Philippe Sarchi (v.1765-1830). 
- Ils ont comme enfants[1] :
  - Alexandre Prosper Victor Bricogne (1856-1945), centralien, inspecteur de la Traction aux Chemins de fer du Nord.
  - Adèle Julie Eugénie Bricogne, qui épouse Marie-André Petiet, centralien, inspecteur principal aux Chemins de fer du Nord, fils de Jules Petiet ; ils sont les parents de l'industriel Charles Petiet, du général Robert Petiet, de Juliette Petiet épouse d'Augustin Dufresne, et de Henri Petiet.

## Distinctions
- Chevalier de la Légion d'honneur, 1856[18].